# 京急長沢駅
京急長沢駅（けいきゅうながさわえき）は、神奈川県横須賀市長沢一丁目にある、京浜急行電鉄久里浜線の駅である。駅番号はKK69。

## 年表
- 1966年（昭和41年）3月27日 - 京浜長沢駅として開業。
- 1987年（昭和62年）6月1日 - 京急長沢駅に改称[1]。

## 駅構造

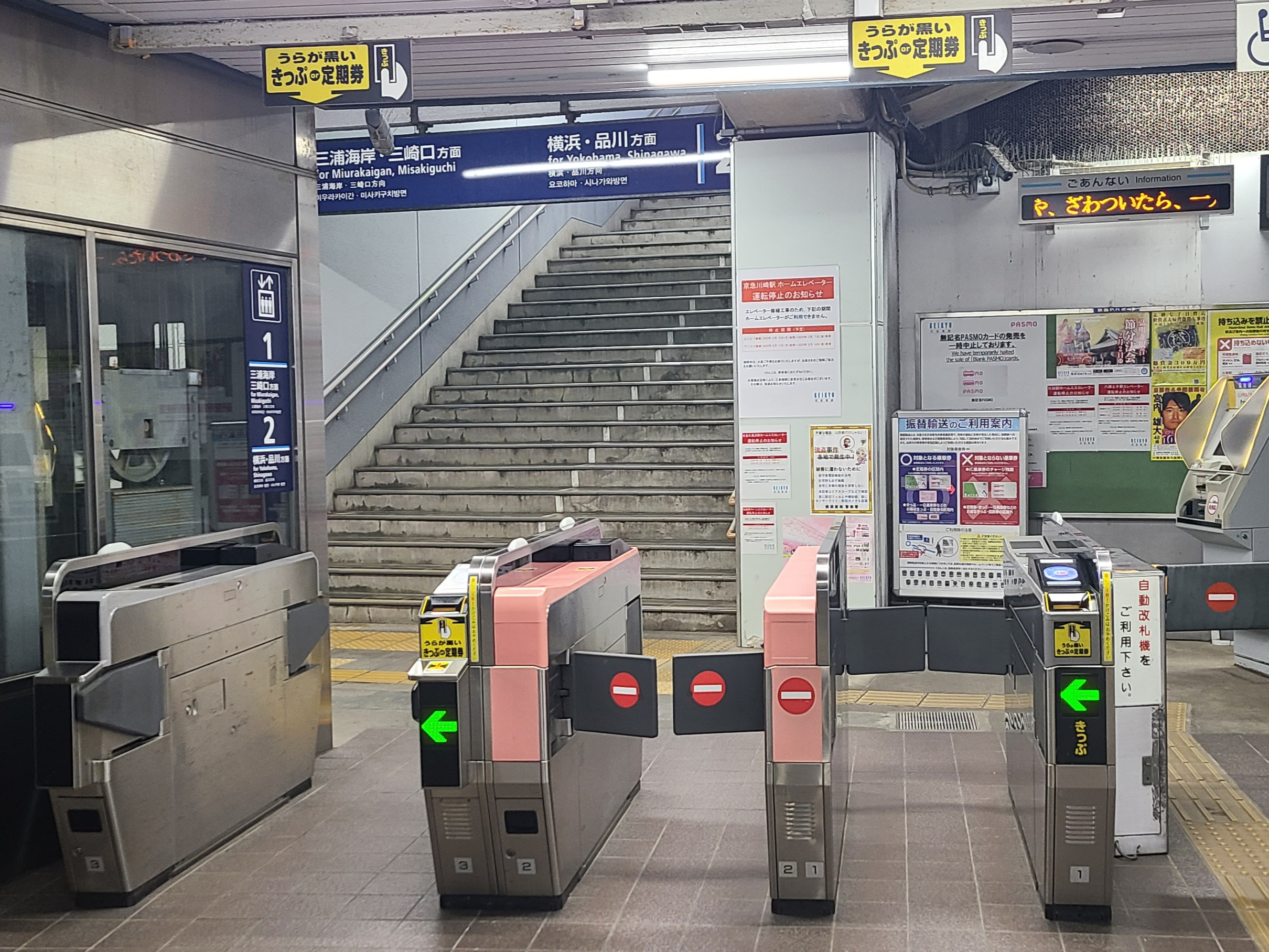
改札（2025年1月31日）

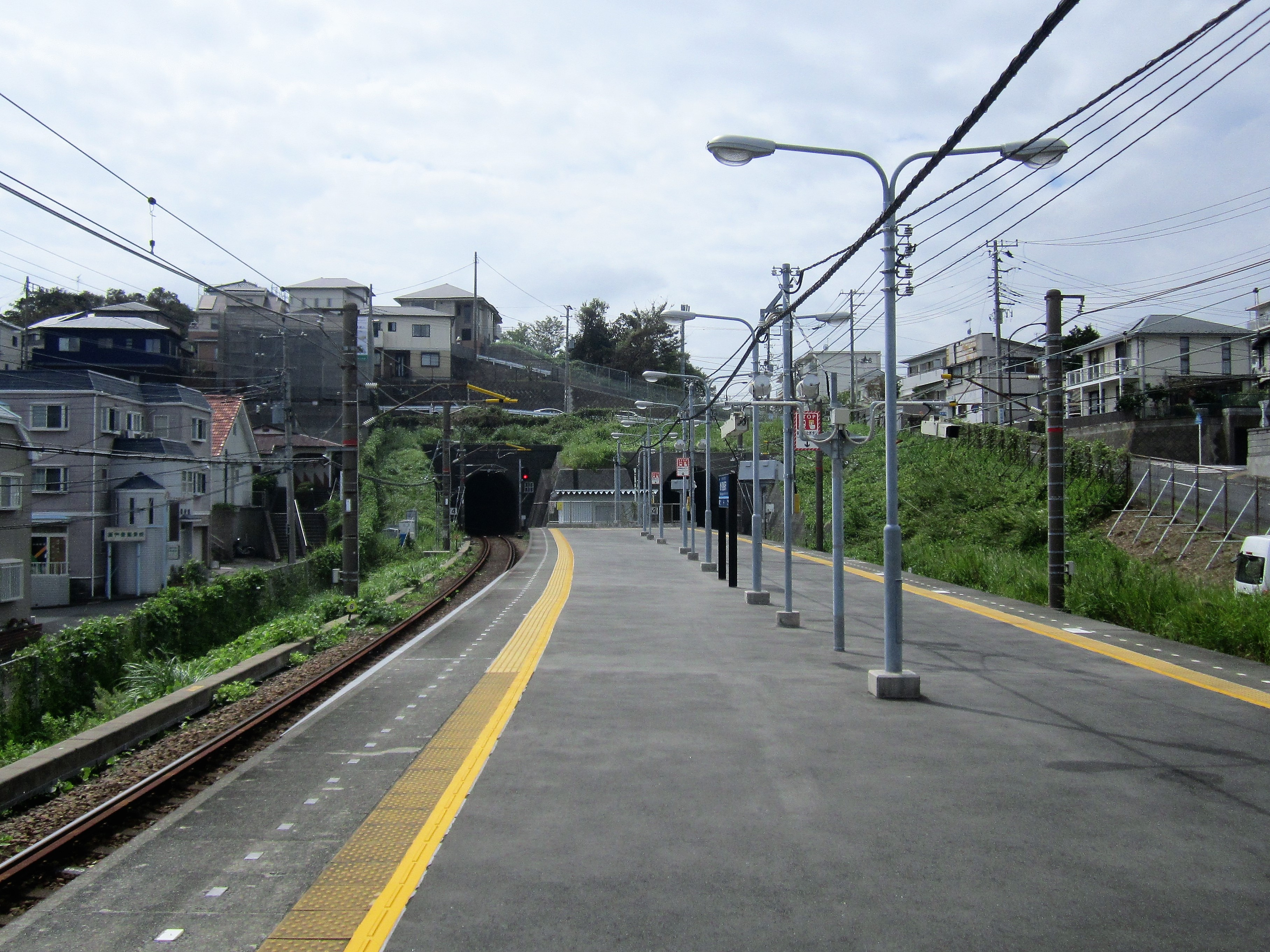
ホーム（2019年9月）

島式ホーム1面2線を有する高架駅である。当駅よりYRP野比方は単線、津久井浜方は複線区間となっている。ただし、当駅からYRP野比方は、電車はすぐに下り線と合流して単線運用をしているが、上り線として伸びてきた線路自体はすぐ先にあるトンネルを抜けた先まで続いているため、発車直後はあたかも下り線を逆走するかのように見える。トンネルの先に上り線として延びてきた線路の車止めがある。この車止めは当駅のYRP野比方ホーム端からもかろうじて視認することが可能である。このトンネルを抜けた先からYRP野比駅まではトンネルも高架橋も単線分のスペースしかない。

### のりば
| 番線 | 路線     | 方向 | 行先                 |
| ---- | -------- | ---- | -------------------- |
| 1    | 久里浜線 | 下り | 三浦海岸・三崎口方面 |
| 2    | 久里浜線 | 上り | 横浜・品川方面       |

## 利用状況
2024年（令和6年）度の1日平均乗降人員は6,442人であり、京急線全72駅中65位。
近年の1日平均乗降人員と乗車人員の推移は下記の通り。
| 年度               | 1日平均 乗降人員 | 1日平均 乗車人員 | 出典     |
| ------------------ | ---------------- | ---------------- | -------- |
| 1995年（平成07年） |                  | 4,297            | [ * 1 ]  |
| 1998年（平成10年） |                  | 4,043            | [ * 2 ]  |
| 1999年（平成11年） |                  | 4,143            | [ * 3 ]  |
| 2000年（平成12年） |                  | 4,111            | [ * 3 ]  |
| 2001年（平成13年） |                  | 4,069            | [ * 4 ]  |
| 2002年（平成14年） | 8,199            | 4,020            | [ * 5 ]  |
| 2003年（平成15年） | 8,210            | 3,981            | [ * 6 ]  |
| 2004年（平成16年） | 8,073            | 3,913            | [ * 7 ]  |
| 2005年（平成17年） | 8,052            | 3,918            | [ * 8 ]  |
| 2006年（平成18年） | 7,991            | 3,884            | [ * 9 ]  |
| 2007年（平成19年） | 7,881            | 3,864            | [ * 10 ] |
| 2008年（平成20年） | 7,853            | 3,880            | [ * 11 ] |
| 2009年（平成21年） | 7,764            | 3,836            | [ * 12 ] |
| 2010年（平成22年） | 7,678            | 3,795            | [ * 13 ] |
| 2011年（平成23年） | 7,482            | 3,691            | [ * 14 ] |
| 2012年（平成24年） | 7,354            | 3,635            | [ * 15 ] |
| 2013年（平成25年） | 7,370            | 3,640            | [ * 16 ] |
| 2014年（平成26年） | 7,260            | 3,590            | [ * 17 ] |
| 2015年（平成27年） | 7,331            | 3,621            | [ * 18 ] |
| 2016年（平成28年） | 7,264            | 3,591            | [ * 19 ] |
| 2017年（平成29年） | 7,289            | 3,638            | [ * 20 ] |
| 2018年（平成30年） | 7,396            | 3,692            | [ * 21 ] |
| 2019年（令和元年） | 7,232            | 3,573            | [ * 22 ] |
| 2020年（令和02年） | 5,707            |                  |          |
| 2021年（令和03年） | 5,922            |                  |          |
| 2022年（令和04年） | 6,210            |                  |          |
| 2023年（令和05年） | 6,436            |                  |          |
| 2024年（令和06年） | 6,442            |                  |          |

## 駅周辺
当駅は横須賀市南東部に位置する。駅から南側を見渡すと東京湾の入口である浦賀水道に面する金田湾を囲む三浦海岸（狭義には北下浦海岸）が近く、北側からは三浦丘陵の山々が視認できる。
駅前には飲食店や小売店などが集まっており小規模な商店街が形成されている。山側には住宅団地（湘南長沢グリーンハイツ）があり、その先には農地や山林しかなくコンビニも無い。海側は住宅街である。当駅からの路線バスはないが、駅前広場は比較的広く確保されている。
また当駅は武山ハイキングコースへの入口の一つである。
- 長沢サンリヴ商店街
- 湘南信用金庫長沢支店
- JAよこすか葉山北下浦支店
- A・コープ長沢店
- 北下浦郵便局
- 横須賀市役所北下浦行政センター
- 北下浦市民プラザ
- 横須賀市立北下浦小学校
- 横須賀市立北下浦中学校
- 横須賀市立津久井小学校
- 長岡半太郎記念館・若山牧水資料館
- 湘南長沢グリーンハイツ
- 国道134号（北下浦海岸通り）
- 長沢公園
- 長沢村岡公園
- 横須賀長沢キリスト教会
- 久里浜霊園
- 三浦富士

## 隣の駅
京浜急行電鉄
 久里浜線
- □「イブニング・ウィング号」停車駅（座席指定券不要）

■快特・■特急
YRP野比駅 (KK68) - 京急長沢駅 (KK69) - 津久井浜駅 (KK70)